# 海軍法務中将
海軍法務中将（かいぐんほうむちゅうじょう）は、大日本帝国海軍の階級。海軍法務官の最高位。

## 主要な海軍法務中将
- 内田重成（海軍省法務局長）
- 尾畑義純（海軍省法務局長）
- 島田清（海軍省法務局長）